# Ciao ciao (Club Dogo)
Ciao ciao è un singolo del gruppo musicale italiano Club Dogo, pubblicato il 18 gennaio 2013 come secondo estratto dalla riedizione del sesto album in studio Noi siamo il club.

## Descrizione
Si tratta di una nuova versione dell'omonimo brano contenuto nell'edizione standard del disco, caratterizzata dalla partecipazione del rapper italiano Emis Killa.

## Video musicale
Il videoclip del brano è stato pubblicato il 17 gennaio 2013 attraverso il canale YouTube del gruppo.